# Roy Jenkins

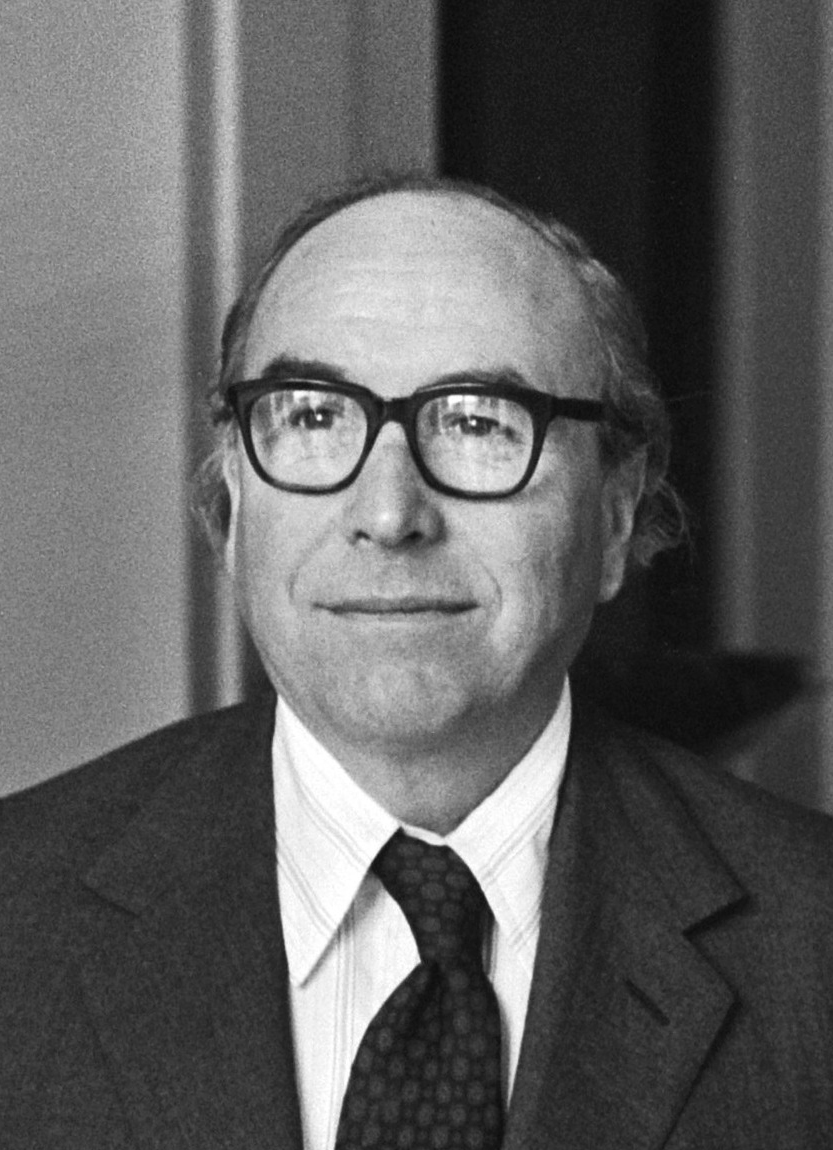
Roy Jenkins, 1977

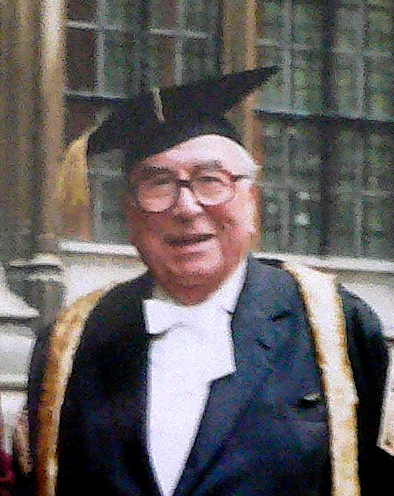
Roy Jenkins, the Chancellor of Oxford

Roy Harris Jenkins, Baron Jenkins of Hillhead OM, PC (* 11. November 1920 in Abersychan, heute zu Pontypool, Wales; † 5. Januar 2003 in East Hendred, Oxfordshire, England) war ein britischer Politiker der Labour Party und später der Social Democratic Party sowie Autor mehrerer Bücher. Er war von 1967 bis 1970 britischer Schatzkanzler und von 1977 bis 1981 Präsident der Europäischen Kommission.

## Leben
Geboren als Sohn eines Funktionärs der National Union of Mineworkers (NUM) und Parlamentsabgeordneten wurde Roy Jenkins an der Abersychan County School ausgebildet. Nach dem Studium der Politik- und Wirtschaftswissenschaften am Balliol College in Oxford und seinem Militärdienst bei der Royal Artillery und in der Testery von Bletchley Park war er von 1948 bis 1977 für die Labourpartei Abgeordneter im britischen Unterhaus. Zuvor hatte er sich 1945 vergeblich um ein Mandat im Wahlkreis Solihull bemüht, bis er 1948 als seinerzeit jüngster Abgeordneter der Wahlperiode als Vertreter des Wahlkreises Southwark Central in das Unterhaus gewählt wurde. Im Jahre 1950 wechselte er im Wahlkreis Birmingham Stetchford, den er bis 1977 hielt.
Von 1955 bis 1957 war Jenkins Mitglied der beratenden Versammlung des Europarates und der Versammlung der Westeuropäischen Union. Als Vorsitzender des Europa-Komitees seiner Partei und Präsident des britischen Rates der Europäischen Bewegung setzte er sich für den EG-Beitritt Großbritanniens ein. Er war von 1977 bis 1981 erster britischer Kommissionspräsident der EG und arbeitete in dieser Zeit eng mit Bundeskanzler Helmut Schmidt zusammen. Von 1970 bis 1972 war er stellvertretender Vorsitzender der Labour Party.
Er bekleidete verschiedene Ministerämter in der britischen Regierung: Von 1964 bis 1965 war er Luftfahrtminister, von 1965 bis 1967 Innenminister und danach bis 1970 Schatzkanzler. Von 1974 bis 1976 war er erneut Staatsminister im Innenministerium. In seiner Amtszeit als Staatsminister im Innenministerium zeichnete Jenkins verantwortlich für die Reform der Gesetzgebung zu Abtreibung, Homosexualität, der Scheidung und der Zensur. Als Nachfolger von James Callaghan als Schatzkanzler betrieb er im November 1967 die Abwertung des britischen Pfunds.
Bekannt ist Jenkins für eine Rede, die er 1966 bei einer Veranstaltung des National Committee for Commonwealth Immigrants hielt und die heute als „Charta des egalitären Multikulturalismus“ bekannt ist, damals allerdings noch keine große Beachtung fand. Jenkins weist darin die Vorstellung zurück, Integration sei ein Schmelztiegel-Konzept, das zu dem Verlust nationaler Charakteristika und Kultur führe. Vielmehr sei die kulturelle Pluralität eine positive Vision und ein Gewinn für Großbritannien.
Im Jahr 1981 trat Jenkins aus der Labour Party aus und gründete zusammen mit David Owen, Bill Rodgers und Shirley Williams die Social Democratic Party (SDP), deren Vorsitzender er wurde. Nach einem Jahr versuchte Owen, Jenkins als Parteivorsitzenden abzulösen, was ihm schließlich nach der für die SDP enttäuschenden Unterhauswahl 1983 gelang. Von 1982 bis 1987 war Jenkins SDP-Abgeordneter im Unterhaus für den Wahlkreis Glasgow Hillhead.
Nach seiner Erhebung in den Adelsstand gehörte Jenkins dem Oberhaus an, in dem er als Fraktionsvorsitzender der Liberal Democrats bis 1997 wirkte. Er wurde 1997 an die Spitze der nach ihm benannten Kommission berufen, die eine Wahlrechtsreform entwickeln sollte. Ihr Vorschlag wurde nicht verwirklicht.

## Person
Jenkins heiratete 1945 Jennifer Morris; aus der Ehe gingen drei Kinder hervor.
Er war über Jahrzehnte auch als Autor tätig und veröffentlichte 19 Bücher, darunter Biografien von H. H. Asquith, William Gladstone (1995) und Winston Churchill (2001). Im Jahr 1987 wurde er als Nachfolger von Harold Macmillan zum Kanzler der University of Oxford bestellt.
Seit 1964 gehörte er dem Privy Council an. Am 20. November 1987 wurde Jenkins durch Verleihung des Titels Baron Jenkins of Hillhead of Pontypool im County of Gwent zu einem Life Peer erhoben und 1993 in den Order of Merit aufgenommen.
Die Stadt Aachen verlieh Jenkins, der fließend Deutsch sprach, im Jahre 1972 den Karlspreis.
Jenkins starb 2003 an einem Herzinfarkt.

## Ehrungen
- 1972: Karlspreis
- 1972: Robert-Schuman-Preis (Alfred-Toepfer-Stiftung)
- 1973: Wahl zum Mitglied der American Academy of Arts and Sciences
- 1993: Großkreuz des Ordens des Infanten Dom Henrique
- 1993: Ehrenmitglied der British Academy[4]

## Werke (Auswahl)
- Mr. Balfour's poodle. Collins, London 1954.
- Charles Dilke: A Victorian Tragedy. Collins, London 1958. ISBN 0-333-62020-8
- Asquith. Collins, London 1964. ISBN 0-00-211021-0
- Truman. HarperCollins, London 1986. ISBN 0-06-015580-9
- Baldwin. Collins, London 1987. ISBN 0-00-217586-X
- Gallery of 20th century Portraits and Oxford Papers. David and Charles, London 1989. ISBN 0-7153-9299-9
- A life at the centre. Macmillan, London 1991. ISBN 0-333-55164-8
- Portraits and Miniatures. Bloomsbury Publishing, London 1993. ISBN 978-1-4482-0321-5
- Gladstone. Macmillan, London 1995, ISBN 0-333-60216-1 (Whitbread-Preis für Biographien 1995)
- The Chancellors. Macmillan, London 1998. ISBN 0-333-73057-7
- Churchill. Macmillan, London, Basingstoke und Oxford 2001, ISBN 0-333-78290-9 bzw. ISBN 978-0-333-78290-3
- Roosevelt. Pan Macmillan, London 2005. ISBN 0-330-43206-0